# 11930 Osamu
11930 Osamu (1993 CJ1) là một tiểu hành tinh vành đai chính được phát hiện ngày 15 tháng 2 năm 1993 bởi T. Hioki và S. Hayakawa ở Okutama, Tokyo.